# Воронів Олекса Миколайович
Олекса Миколайович Воронів (4 лютого 1891, м. Охтирка, тепер Сумська область  — † 1930, Польща) — полковник Армії УНР.

## Життєпис
Народився в місті Охтирка, Харківської губернії. Закінчив школу також у Охтирці.

### У російській армії
1 серпня 1914 зарахований до 276-го Куп'янського піхотного полку. За відмінну службу під час Першої світової війни був нагороджений повним Георгіївським бантом. Отримав військове звання прапорщик 16 грудня 1914.
Був нагороджений Георгіївською зброєю і всіма орденами Св. Володимира IV ступеня з мечами і биндою 21 листопада 1915 за героїзм, проявлений в битві 26 травня 1915. Був двічі поранений і два рази контужений. 14 січня 1916 нагороджений званням штабс-капітана за героїзм в бою, i капітана 14 січня 1917.
З 1 липня 1916 року в складі 2-ї роти, 276-го Куп'янського піхотного полку веде роботу по завершенню організації 12-го Особливого полку, який був створений для боїв на Західному фронті у Франції. Полк залишився в Росії і продовжували битися на Північному фронті. З 10 липня 1917 року командир 10-ї роти, а в лютому 1917 року був призначений командиром батальйону. З листопада 1917 року очолював 12-й Особливий полк.

### На службі армії УНР
У лютому 1918 року потрапив у полон до німців і перевівся в табір, де тримали українських військовополонених. З 10 березня 1918 — командир 4-го куреня 5-го Українського полку 2-ї Синьожупанної дивізії. У травні 1918 року після роззброєння 2-ї Дивізії повернувся до Харкова. З жовтня 1918 — помічник командира Охтирського Слобідського Козацького полку Українського Козацтва. З січня 1919 року — помічник командира Харківського Слобідського Коша Дієвої армії УНР. З квітня 1919 року — командир Харківського Слобідського полку Дієвої армії УНР. З червня 1919 року — командир 24-го Запорізького пішого ім. Гетьмана Сагайдачного полку Дієвої армії УНР. З серпня 1919 року помічник командира цього полку.
У грудні 1919 року був інтернований польськими військами у Луцьку. З 31 березня 1920 — командир 17-ї бригади, 6-ї Січової стрілецької дивізії Армії УНР. Брав участь у Другому зимовому поході. Під час військової служби в українській армії був поранений 4 рази.
З 1923 жив на еміграції в Калішу. Помер у Польщі.